# Naoufal Bannis
Naoufal Bannis (* 11. März 2002 in Den Haag) ist ein niederländischer Fußballspieler marokkanischer Abstammung, der bei Feyenoord Rotterdam unter Vertrag steht. 

## Karriere

### Verein
Naoufal Bannis wurde in Den Haag geboren und ist marokkanischer Abstammung. Seine fußballerische Ausbildung begann er bei der lokalen VV Haaglandia und im Sommer 2011 schloss er sich dem größten Verein der Stadt ADO Den Haag an, bevor er sechs Jahre später zu Feyenoord Rotterdam wechselte. In der Saison 2017/18 spielte er erstmals in der B-Junioren-Eredivisie für die U17 und erzielte für diese in 20 Ligaspielen zehn Tore. Auch in der U19-Mannschaft sammelte er in dieser Spielzeit erste Einsätze. Am 24. Mai 2018 unterzeichnete Bannis seinen ersten professionellen Vertrag beim Club aan de Maas. In der darauffolgenden Saison 2018/19 gelangen ihm zehn Tore in 15 Ligaeinsätzen für die U19. In der Spielzeit 2019/20 spielte der Stürmer weiterhin regelmäßig in dieser Altersklasse, wurde aber auch erstmals in die Reserve sowie in die erste Mannschaft beordert. Am 4. August 2019 (1. Spieltag) debütierte er beim 2:2-Unentschieden gegen Sparta Rotterdam in der höchsten niederländischen Spielklasse, als er in der Schlussphase für den verletzten Innenverteidiger Eric Botteghin eingewechselt wurde. Vor allem zu Beginn der Saison kam er sporadisch für die Herren zum Einsatz, spielte anschließend aber hauptsächlich für die U19 und die Reserve Feyenoords. Insgesamt absolvierte er bis zum Saisonabbruch aufgrund der COVID-19-Pandemie sechs Pflichtspieleinsätze für die erste Mannschaft sowie 17 Spiele (neun Tore) für die U19 und acht für die Reserve (vier Tore).
Am 1. November 2020 (7. Spieltag) schoss er in seinem ersten Saisoneinsatz seine Mannschaft in der 94. Spielminute zum 3:2-Auswärtssieg gegen den FC Emmen. Im Anschluss an dieses Spiel wurde er in fünf weiteren Ligaspielen eingewechselt. Um Spielpraxis zu sammeln, wurde er im Januar 2021 an den Zweitligisten FC Dordrecht ausgeliehen. Dort wurde er in der Rückrunde sofort Stammspieler und erzielte in 17 Ligaspielen fünf Treffer eingesetzt. Nach seiner Rückkehr pendelt Bannis erneut zwischen den Profis und der Reservemannschaft, kam aber trotzdem schon in allen vier Wettbewerben zum Einsatz. 

### Nationalmannschaft
Naoufal Bannis bestritt zwischen Januar und Mai 2017 vier Länderspiele für die niederländische U15-Nationalmannschaft, in denen er einen Treffer erzielte. Von Oktober 2017 bis April 2018 erzielte er in zehn Einsätzen in der U16 drei Tore. Seit September 2018 war er für die U17 im Einsatz. In der Qualifikation zur U17-Europameisterschaft 2019 überzeugte er mit sieben Toren in drei Einsätzen und nahm mit der Auswahl an der Endrunde in Irland teil. Dort absolvierte er alle sechs Spiele, erzielte in diesen zwei Tore und gewann mit der U17 das Turnier. Im selben Jahr erzielte er bei der U17-Weltmeisterschaft 2019 in Brasilien ein Tor in fünf Einsätzen und wurde mit der Auswahl Vierter. Insgesamt machte er 17 Länderspiele für die U17, in denen er elf Tore erzielte. Von September bis Oktober 2019 absolvierte Bannis dann als U18-Nationalspieler vier Testspartien.

## Erfolge
Niederlande U17
- U17-Europameister: 2019